# Jens Schollin
Jens Rolf Schollin, född 28 maj 1949 i Nora stadsförsamling, Örebro län, är en svensk pediatriker, medicinsk forskare och f.d. rektor för Örebro universitet.

## Biografi
Schollin disputerade 1988 vid Linköpings universitet, och blev senare professor i pediatrik vid Örebro universitet och forskningsansvarig vid Universitetssjukhuset i Örebro. 2003 blev han prorektor för Örebro universitet och 1 juli 2008 rektor för universitetet, med ett förordnade till 30 juni 2014. Han efterträdde då Janerik Gidlund. Förordnandet förlängdes sedermera till 30 juni 2016. Vid Schollins avtackning uppvaktade Region Örebro län med att namnge området framför huvudentrén vid Campus USÖ i Örebro som Jens Schollins Plats.

## Utmärkelser
- H. M. Konungens medalj av 12:e storleken i serafimerordens band (2017) för betydande insatser inom svenskt universitetsväsende